# Robert Curzon, 14:e baron Zouche

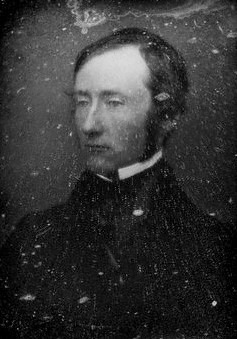
Robert Curzon under 1840-talet.

Robert Curzon, 14:e baron Zouche, född den 16 mars 1810, död den 2 augusti 1873, var en brittisk handskriftforskare.
Curzon var 1831-32 medlem av underhuset och begav sig 1833 ut på resor i Orienten för att efterspana gamla manuskript i därvarande kloster. Han besökte i detta syfte bland annat Egypten, Palestina, Albanien och berget Athos samt skildrade sina på detta område banbrytande resor i Visit to the monasteries in the Levant (1849, 6:e upplagan 1881). Curzon blev 1841 attaché vid brittiska ambassaden i Konstantinopel och privatsekreterare åt Stratford Canning samt var 1843-44 kommissarie vid den turkisk-persiska gränsregleringen. Sina minnen därifrån har han skildrat i Armenia (1854). I Account of the most celebrated libraries of Italy (samma år) redogjorde Curzon för sina manuskriptforskningar i Italien. År 1870 ärvde Curzon efter sin mor titeln baron Zouche. Döden hindrade honom att fullfölja det stora paleografiska arbete, vartill han under sina resor samlat rikligt material.